# 금암동 (계룡시)
금암동(金岩洞)은 충청남도 계룡시에 있는 유일한 법정동 및 행정동이다. 면적은 2.88km2이고, 2015년 3월말 기준으로 인구는 9,007명이다.
동쪽으로 대전광역시 유성구 진잠동과 접하고 있고, 남쪽으로는 두마면과, 서쪽과 북쪽으로는 엄사면과 접한다.
계룡시의 대부분의 행정기관이 이 곳에 있다.

## 역사
- 2003년 9월 19일 : 계룡시가 출범하면서 두마면 금암리가 금암동으로 분리, 승격함.
- 2007년 12월 10일 : 계룡고등학교 부지를 금암동에서 두마면 농소리 778로 편입

## 교통
도로
금암동은 계룡시의 중앙부에 위치하므로, 계룡시내 주요 도로는 대부분 금암동을 통과한다. 동 외곽의 연화교차로를 통해서 국도 제1호선과 제4호선을 이용할 수 있다.
대중교통
대전광역시와 계룡시 간을 오가는 대전시내버스의 이용이 가능하며, 두마면과의 경계부에 위치한 계룡역에서 호남선 철도의 이용이 가능하다.

## 문화재
금암동의 문화재로는 봉안사 옥석불(奉安寺玉石佛: 충청남도문화재자료 85호. 현재는 충청남도 금산군 추부면 서대리에 있음), 조선시대의 사당인 금암리 염선재(金岩里念先齋: 충청남도문화재자료 316호), 효령대군의 증손자인 이심원의 충절을 기리는 정려문에 내린 현판인 이심원 충신정려현판(李深源忠臣旌閭懸板: 충청남도문화재자료 338호)가 있다. 그 밖에 마을의 안녕을 위하여 지내는 마을 제사인 거리제가 유명하다.

## 주요 시설
- 관공서
  - 계룡시의회
  - 계룡시청
  - 계룡시보건소

- 공원
  - 근린공원
  - 금암게이트볼장
  - 새터산 공원

- 문화시설
  - 계룡도서관

- 학교
  - 금암초등학교
  - 계룡중학교

## 아파트
| 단지명                 | 건설사         | 시행사       | 주소                                          | 입주        | 비고 |
| ---------------------- | -------------- | ------------ | --------------------------------------------- | ----------- | ---- |
| 계룡 금암주공          | ㈜금성백조주택 | 대한주택공사 | 서금암로 51-9 (금암동) 서금암4길 6-9 (금암동) | 2002년 7월  |      |
| 계룡 1차 신성미소지움  | 신성건설       | 신성건설     | 장안1길 9 (금암동)                            | 2005년 9월  |      |
| 계룡 2차 신성미소지움  | 신성건설       | 신성건설     | 서금암5길 9 (금암동)                          | 2005년 11월 |      |
| 계룡 금암 우림루미아트 | 우림건설㈜     | ㈜세건주택   | 장안로 75 (금암동)                            | 2005년 6월  |      |